# Antonín Lukáš
Antonín Lukáš (* 11. srpna 1950 Brno) je bývalý český fotbalový obránce. Působil jako trenér u menších klubů z jižní Moravy.
Mezi jeho oblíbené hráče patřil Giacinto Facchetti – člen slavné generace Interu Milán 60. let 20. století, ve fotbale přeje Zbrojovce Brno a Sigmě Olomouc. Rád si poslechne The Beatles či švédskou skupinu ABBA. Žije v Brně-Kohoutovicích, je ženatý a pracuje jako učitel.

## Hráčská kariéra
S fotbalem začínal ve Startu Brno, dále hrál za ZKL Brno, na vojně byl v Táboře. V nejvyšší soutěži zasáhl do dvou utkání sezony 1972/73 v dresu Zbrojovky Brno. V 80. a na začátku 90. let minulého století hrál v Bystrci, končil v Kupařovicích.

### Prvoligová bilance
| Ročník             | Zápasy | Góly | Minuty | Klub              |
| ------------------ | ------ | ---- | ------ | ----------------- |
| I. liga 1972/73    | 2      | 0    | 157    | TJ Zbrojovka Brno |
| CELKEM I. ČS. LIGA | 2      | 0    | 157    |                   |

## Trenérská kariéra
Jeho první trenérskou štací byl v sezoně 1994/95 divizní nováček z Bystrce (trénoval zde i starší dorost v sezoně 1999/00), dále trénoval v Mokré-Horákově, Vojkovicích, Rajhradě, Zbýšově, Rosicích, Líšni, Moutnicích a v roce 2012 (jaro 2011/12 a podzim 2012/13) v Zastávce.